# أندريه لوفيفر
أندريه لوفيفر (بالفرنسية: André Lefèvre)‏ هو محامي وكاتب ومحامي وشاعر فرنسي، ولد في 4 مايو 1718 في تروا في فرنسا، وتوفي في 25 فبراير 1768 في باريس في فرنسا.